# Zhao Hong (rebel)
En aquest nom xinès, el cognom és Zhao.
Zhao Hong (mort el 184 EC) va ser un líder local xinès dels Turbants Grocs que va viure durant el període de la tardana Dinastia Han Oriental de la història xinesa. Quan Zhang Mancheng va ser mort, les seves tropes restants van triar a Zhao Hong per succeir-lo.

## Biografia
Zhao Hong va nàixer en la comandància de Nanyang (que estava situada la Província de Jing). És assumible que es va unir al líder religiós Zhang Jue (張角) i als seus dos germans entre els principis de la dècada del 170 i el 184 EC.
En la preparació de la seva revolta Zhang Jue va dispersar els seus 360.000 seguidors en més de trenta-sis Divisions (方) i en cada divisió va nomenar un líder. Cada líder de Divisió llavors nomenava a un líder local d'una sub-divisió de les seves forces. Zhao Hong va ser probablement posat sota el comandament del líder local Zhang Mancheng per aqueixa època.

### Lluita per Wan
El 23 d'abril de 184 EC. Zhang Mancheng va atacar la ciutat de Wan, la ciutat capital de la comandància Nanyang i va matar el seu Gran Administrador Chu Gong (褚貢). Ell llavors va assetjar la ciutat i la va ocupar. En el sisè mes lunar d'eixe any va ser mort pel successor del Gran Administrador, Qin Xie (秦頡).
Quan Zhang Mancheng va ser mort les seves forces restants van triar a Zhao Hong com el seu nou líder i el nombre d'homes sota el seu comandament va créixer. En l'estiu ell va prendre Wan.
El General dels Cavallers de la Casa de la Dreta Zhu Jun (朱儁) i altres comandant sota l'Inspector de la Província de Jing, Xu Qiu (徐璆), van unir forces i van assetjar als rebels. Ells van atacar Wan durant 2 mesos; des del sisè fins al vuitè, però no van obtenir cap èxit.
Alguns oficials administratius volien que Zhu Jun es retirara, però gràcies a un memorial del Ministre d'Obres Zhang Wen (張溫), se li va permetre romandre. Ell llavors va atacar als rebels una vegada més, aquesta vegada amb èxit, ja que Zhao Hong va perdre el cap en la batalla.
Després del transir de Zhao Hong, les seves tropes restants van triar a Han Zhong (韓忠) com el seu nou líder.

## En el Romanç dels Tres Regnes
A la novel·la històrica del Romanç dels Tres Regnes de Luo Guanzhong es conta que Zhao Hong una vegada va dirigir les seves tropes juntament amb Han Zhong i Sun Zhong per ocupar Wancheng. A causa d'aquest fet Zhao Hong va acabar lluitant contra les forces de Zhu Jun. Al llarg de la batalla, això no obstant, Zhao Hong va ser mort per l'espasa de Sun Jian, que acabava d'arribar com a reforç de les forces imperials.